# Ralph Hartley

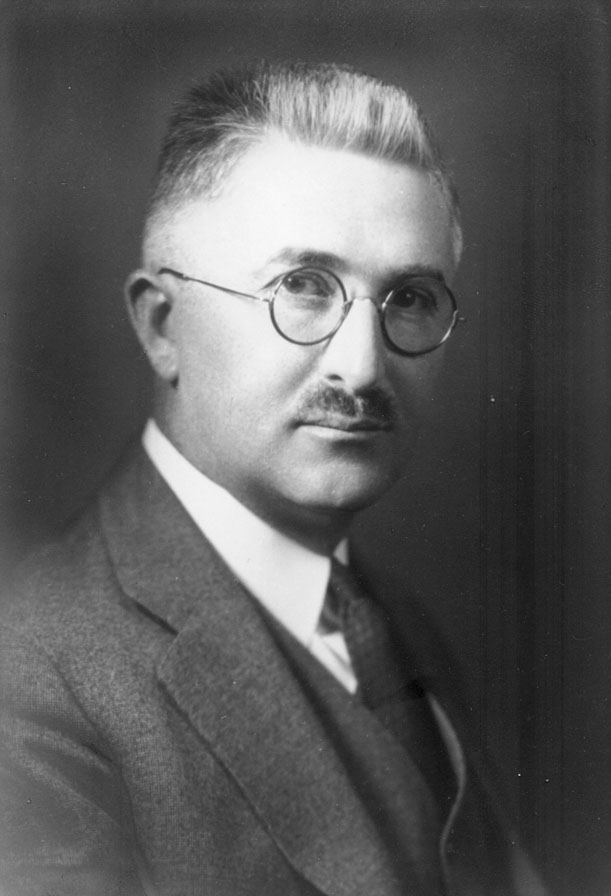
Ralph Hartley

Ralph Vinton Lyon Hartley (* 30. November 1888 in Spruce, Elko County, Nevada; † 1. Mai 1970 in Summit in New Jersey) war ein US-amerikanischer Elektroingenieur und Mitbegründer der Informationstheorie.
Hartley studierte an der University of Utah und der Oxford University.
Nach der Rückkehr in die USA wurde er an dem Forschungslaboratorium der Western Electric Company angestellt. Später arbeitete er bis 1950 an den Bell Labs.
Für seine Forschungsarbeiten im Bereich der Informationstheorie und Oszillatorschaltungen erhielt er 1946 von der Institute of Radio Engineers (IRE), einer Vorläuferorganisation der IEEE, die Auszeichnung IRE Medal of Honor.
Nach Ralph Hartley sind u. a. folgende Einheiten, Schaltungen und Gesetzmäßigkeiten benannt:
- Hartley (Einheit), eine Maßeinheit für Datenmengen.
- Shannon-Hartley-Gesetz, beschreibt die theoretische Obergrenze der Bitrate eines Übertragungskanals.
- Hartley-Schaltung, eine elektrische Dreipunkt-Oszillatorschaltung zur Schwingungserzeugung.
- Hartley-Transformation, eine Integraltransformation mit Bezug zur Fourier-Transformation.

## Werke
- Hartley, R.V.L., "Transmission of Information", Bell System Technical Journal, July 1928, p.535.
- Hartley, R.V.L., "A More Symmetrical Fourier Analysis Applied to Transmission Problems," Proc. IRE 30, 144–150 (1942).
- Hartley, R.V.L., "A New System of Logarithmic Units", Proceedings of the I.R.E., January 1955, Vol. 43, No. 1.
- Hartley, R.V.L., "Information Theory of The Fourier Analysis and Wave Mechanics", August 10, 1955 (Publikationsstelle unbekannt)
- Hartley, R.V.L., "The Mechanism of Gravitation", January 11, 1956 (Publikationsstelle unbekannt)